# أشعل ناري (أغنية)

أشعل ناري (بالإنجليزية: Light My Fire) أغنية لفريق الروك الأمريكي «دورز»، سجلها الفريق في أغسطس 1966، وصدرت في يناير 1967 ضمن ألبومهم الأول الذي يحمل نفس الاسم. تم إصدارها كأغنية فردية في 24 أبريل 1967، حيث أمضت ثلاثة أسابيع في المركز الأول على قائمة هوت بيلبورد 100 (في 29 يوليو، 5 أغسطس و 12 أغسطس، 1967)، وأسبوع واحد على قمة قائمة كاش بوكس. ظهرت الأغنية مرة أخرى بعد عام على قائمة بيلبورد في عام 1968 بعد نجاح نسخة «أشعل ناري» بصوت خوسيه فيليسيانو (التي بلغت ذروتها في المرتبة الثالثة على قائمة بيلبورد)، وبلغت ذروتها في المرتبة 87. يرجع الفضل في كتابة الأغنية للفريق بأكمله، وبشكل كبير عازف جيتار الفريق، روبي كريجر.

## خلفية وتاريخ الأغنية
قال عازف جيتار فريق الدورز روبي كريجر أن فكرة الأغنية نشأت في أوائل عام 1966، وإنه استوحاها من لحن أغنية جيمي هندريكس «يا جو Hey Joe»، ومن كلمات أغنية فريق رولنج ستونز «العب بالنار Play with fire»، وعندما أخذها إلى الفريق أقترح قارع الطبول «جون دينسمور» أن يكون لها إيقاع لاتيني أكثر، وكتب جيم موريسون المقطع الثاني، بينما أضاف راي مانزاريك عزف الأورج التمهيدي المتأثر بالموسيقار الألماني يوهان سباستيان باخ (1685 – 1750)؛ واقترح جون دينسمور أيضًا أنه يجب افتتاح الأغنية بقرع طبل واحد. توزيع الأغنية الفردي بأكمله مستوحى من نسخة عازف الساكسفون جون كولتراين (1926 – 1967) من أغنية «أشيائي المفضلة My Favorite Things».
بدأ فريق الدورز عزف الأغنية في عروضهم الموسيقية على المسارح في أبريل 1966، وتم إطالة الأغنية بارتجال عزف جازي. كان يقوم عازف الأورج في العروض المسرحية بعزف الباس على بيانو بيده اليسرى، بينما يقوم بعزف اللحن الرئيسي على الأورج بيده اليمنى (حيث أن الفريق الرباعي يتضمن ثلاثة عازفين فقط وموريسون للغناء، ويقوم عازف الأورج بدعم صوت الباس)، عندما ذهب الفريق لتسجيل الأغنية في وقت لاحق من هذا العام، أحضر المنتج بول إيه روثشايلد عازف جيتار الباس لاري كنيشتيل ليقوم بمضاعفة إصدار نغمة الباس للبيانو.
كانت الأغنية على الألبوم تزيد قليلاً عن سبع دقائق، إلا أن محطات البث الإذاعي طلبت على نطاق واسع تقصير مدة الأغنية، وعلى وجه الخصوص طلب منسق الأغاني ديف دياموند من لوس أنجلوس تقصيرها، وطالب مالك شركة التسجيلات اليكترا  جاك هولزمان بإصدار نسخة أقصر كأغنية منفردة. قام روتشيلد بتحرير نسخة واحدة، تم اختصارها إلى أقل من ثلاث دقائق مع إزالة جميع فواصل الآلات تقريبًا للبث على موجات الأية إم.
ظهر فريق الدورز في برامج تلفزيونية كثيرة يؤدي الأغنية بطريقة «البلاي باك» (اذاعة تسجيل الأغنية بينما يقف الفريق يمثل أداء حي)، ولكن تم أداء الأغنية مباشرة في البرنامج الأمريكي الأكثر شهرة في الولايات المتحدة «إد سوليفان شو» في 17 سبتمبر 1967. طلب المنتج بوب بريشت، صهر سوليفان، من الفريق تغيير شطر من الأغنية يقول «يا فتاة، لم نتمكن من الوصول أعلى من ذلك بكثير» ويعرف الجميع أن تعبير «وصول أعلى Get High» تعني استخدام المخدرات للوصول لحالة التخدير. وافق الفريق على التغيير للظهور في البرنامج، وحين الأداء المباشر نطق موريسون بالشطر الأصلي كما هو، مما أثار الجميع ضد الفريق ولم يصافح سوليفان المغني بعد نهاية الأداء كما تعود. رفضت محطات التلفزيون بعد ذلك استضافة الفريق، وكان موريسون يقول: «مرحبًا يا رجل.. لقد قدمنا للتو عرض سوليفان».
تم تصوير هذا الأداء في عام 1991، في فيلم المخرج أوليفر ستون «الدورز»، ولكن مع موريسون يغني «أعلى» بشكل أكثر تأكيدًا ودون اكتراث إلى سوليفان ومنتج العرض.
تم تصنيف الأغنية في المرتبة 35 في أعظم 500 أغنية في كل العصور لرولينج ستون. تم تضمينه في قائمة «رابطة صناعة التسجيلات الأمريكية RIAA» لأغاني القرن، في المرتبة 52. فازت نسخة فيليسيانو بجائزة جرامي لعام 1969 لأفضل أداء صوتي بوب للرجال، وفي نفس العام فاز أيضًا بجائزة جرامي لأفضل فنان جديد. تم إدخال الأغنية في عام 1998، في قاعة مشاهير جرامي تحت فئة روك (منفرد).

## طاقم العزف والتسجيل
جيم موريسون: غناء
روبي كريجر: جيتار كهربائي
راي مانزاريك: أورج (فوكس كونتيننتال)، بيانو باس.
جون دينسمور: طبول
موسيقي إضافي: لاري كنشتيل: جيتار باس

## الأغنية على القوائم حول العالم
احتلت المركز الأول في الولايات المتحدة (بيلبورد – كاش بوكس)
احتلت المركز الثاني في كندا.
احتلت المراكز 7، و13، و16، و27، و49 على التوالي في: نيوزيلندا – جنوب أفريقيا – أستراليا – هولندا – المملكة المتحدة.
ظهرت على قوائم أفضل أغاني عام 1967 في: كندا – الولايات المتحدة.
حققت الشهادة البلاتينية لمبيعات أكثر من مليون نسخة في الولايات المتحدة.
حققت جائزة الأسطوانة الفضية لمبيعات أكثر من 200 ألف نسخة في المملكة المتحدة.
حققت جائزة الأسطوانة الذهبية لمبيعات أكثر من 25 ألف نسخة في إيطاليا.
عادت للظهور على القوائم في عام 1991 في: أيرلندا (المركز الأول) – المملكة المتحدة (المركز السابع) - فنلندا (المركز الثاني عشر).

## نسخة خوسيه فيليسيانو

أشعل ناري (خوسيه فيليسيانو)

حقق المغني وعازف الجيتار البورتوريكي خوسيه فيليسيانو نجاحًا دوليًا كبيرًا عندما أصدر نسخته من «اشعل ناري» في عام 1968 كأغنية منفردة  وأيضا على ألبوم «فيليسيانو Feliciano» ربما تكون هذه هي النسخة الأكثر شهرة لهذه الأغنية، حيث صعدت إلى المركز الثالث على قوائم هوت بيلبورد 100، في الولايات المتحدة، بعد عام واحد فقط من تحقيق النسخة الأصلية المركز الأول على نفس القائمة. أصبحت نسخته الأكثر نجاحًا في أستراليا  وأيضًا في كندا، حيث وصلت إلى المركز الأول. مزجت نسخة فيليسيانو المؤثرات اللاتينية، بما في ذلك مزيج من الجيتار الإسباني الكلاسيكي والسول مع موسيقى البوب الأمريكية، كما يتم عزفها بوتيرة أبطأ من النسخة الأصلية للدورز، وفي مقابلة عام 1969، قال فيليسيانو إنه أحب الأغنية عندما سمعها لأول مرة، لكنه شعر أنه يجب عليه الانتظار لمدة عام قبل إصدار نسخته من الأغنية. كما قال أن على الأسطوانة المنفردة كانت أغنية «اشعل ناري» هي الوجه الثاني، وكانت أغنية «أحلام كاليفورنيا» هي الوجه الأول، لكن مع نجاح «اشعل ناري» تبدل كل شيء وأصبحت «اشعل ناري» هي الوجه الأول الأصلي.
ساعدت الأغنية المنفردة في تحفيز النجاح العالمي لألبوم «فيليسيانو» الذي تم ترشيحه للعديد من جوائز جرامي في عام 1969، وقد أثر توزيع فيليسيانو للأغنية بأسلوب الموسيقى اللاتينية في النسخ التي ظهرت بعد ذلك.

أشعل ناري (شيرلي باسي)

## نسخ أخرى للأغنية
ظهر عدد 264 نسخة من أغنية «اشعل ناري» منذ صدورها وحتى الآن. كان أبرز النسخ للفنانيين:
جوني ماثيوز 1968.
خوسيه فيليسيانو 1968.
نانسي سيناترا 1969.
ستيفي ووندر 1969.
الفور توبس 1969.
شيرلي باسي 1970.
آل جرين 1971.
إيزاك هايز 1973.
باكارا 1978.
أمي ستيوارت 1979.

## كلمات الأغنية
تعلمي أنه سيكون غير صحيح You know that it would be untrue
تعلمي أنني سأكون كاذبًا You know that I would be a liar
إذا كنت أقول لك If I was to say to you
يا فتاة، لم نتمكن من الوصول أعلى من ذلك بكثير Girl, we couldn't get much higher
تعالي حبيبتي أشعلي ناري Come on baby, light my fire
تعالي حبيبتي أشعلي ناري Come on baby, light my fire
حاولِ إشعال الليلة ناراً Try to set the night on fire
انتهى وقت التردد The time to hesitate is through
لا وقت للانغماس في الوحل No time to wallow in the mire
جرب الآن، يمكننا فقط أن نخسر Try now we can only lose
وحبنا أصبح محرقة جنائزية And our love become a funeral pyre
تعالي حبيبتي أشعلي ناري Come on baby, light my fire
حاولِ إشعال الليلة ناراً Try to set the night on fire

## وصلات خارجية
https://www.songfacts.com/facts/the-doors/light-my-fire أشعل ناري (أغنية)
https://www.allmusic.com/album/light-my-fire-mw0001608751 أشعل ناري (أغنية)
https://www.npr.org/templates/story/story.php?storyId=6353302 أشعل ناري (أغنية)
https://www.youtube.com/watch?v=qoX6AKuYWL8 أشعل ناري (أغنية)
https://www.youtube.com/watch?v=7RtTWDv-yWM أشعل ناري (أغنية)
https://www.youtube.com/watch?v=CeE0fpKjbKI أشعل ناري (أغنية)
https://thedoors.com/ أشعل ناري (أغنية)